# Lisa Howard
Lisa Howard, född 24 november 1963 i London, Ontario, Kanada, är en kanadensisk skådespelerska. 
Hon bäst känd för sin roller i olika TV-serier såsom Lili Marquette i Earth: Final Conflict och Dr. Anne Lindsey i Highlander. Där Anne var ihop med Duncan MacLeod ett tag. 
Andra TV-serier som hon varit med i är bland annat; Perry Mason, Våra bästa år, Wings, Forever Knight, RoboCop: The Series, Cybill, The Pretender och Suddenly Susan.
Howard är gift med producenten och författaren Daniel Cerone och har två barn Jasper Cerone och Sofia (känd som Lulu) Cerone.

## Filmografi – i urval

### Filmer
- 1918 (1985) – Constance
- Rolling Vengeance (1987) – Misty
- Moonstruck (1987) – Patricia
- Replikator (1994)- Lena
- Long Island Confidential (2008) (TV-film) - Angela Bonfiglio

### TV-serier/TV-filmer
- Perry Mason: The Case of the Shooting Star (1986) (TV) - Sharon Loring
- Våra bästa år (1989)- April Ramirez Corelli (1 avsnitt)
- Wings (1992) - Rachel (1 avsnitt)
- Forever Knight (1992) - Laura Neil (1 avsnitt)
- Counterstrike (1992–1993) - (2 avsnitt)
- RoboCop: The Series (1994) - Brittany (1 avsnitt)
- Valley of the Dolls (1994) - Caitlin North (65 avsnitt)
- Highlander (1994–1996) - Dr. Anne Lindsey (22 avsnitt)
- Cybill (1996) - Luise (1 avsnitt)
- The Pretender (1997) - Annie Lambert (1 avsnitt)
- Suddenly Susan (1996–1997) - Margo Richmond, Jacks fru (4 avsnitt)
- Earth: Final Conflict (1997–2000) - Lili Marquette (49 avsnitt)
- Everwood (2005) - Leslie Hammond (1 avsnitt)